# Kapucinpulver
Kapucinpulver (franska: poudre des capucins), kallas en pulverblandning som förr användes mot ohyra hos människor och boskap. Den var beredd av sabadillfrön, staffansfrön, persiljefrön (frukter) och tobak. Pulvret är i hög grad giftigt, eftersom det innehåller flera starkt verkande alkaloider, såsom nikotin, veratrin och delfinin. Det hade kommit ur bruk redan i början av 1900-talet.